# Эстбю, Кнут
Кнут Эстбю (норв. Knut Østby, 12 ноября 1922, Мудум, Бускеруд — 6 августа 2010, Берум) — норвежский гребец на байдарках, серебряный призёр Олимпийских игр и чемпионата мира.

## Карьера
В 1948 году на летних Олимпийских играх в Лондоне завоевал «серебро» в заезде байдарок-двоек на 10 000 м (вместе с Иваром Матисеном) и занял четвёртое место в соревнованиях «двоек» 1000 м. На этой же дистанции на чемпионате мира 1950 года стал вторым. На Олимпиаде 1952 года в Хельсинки остался на обеих дистанциях пятым.
Выиграл 15 чемпионских титулов на национальных первенствах Норвегии в период с 1946 по 1959 годы.